# Rigobert Bonne

Carte hydro-geo-graphique des Indes Orientales … (Paris 1771), hier in einer Ausgabe des 1791 veröffentlichten Atlas moderne.

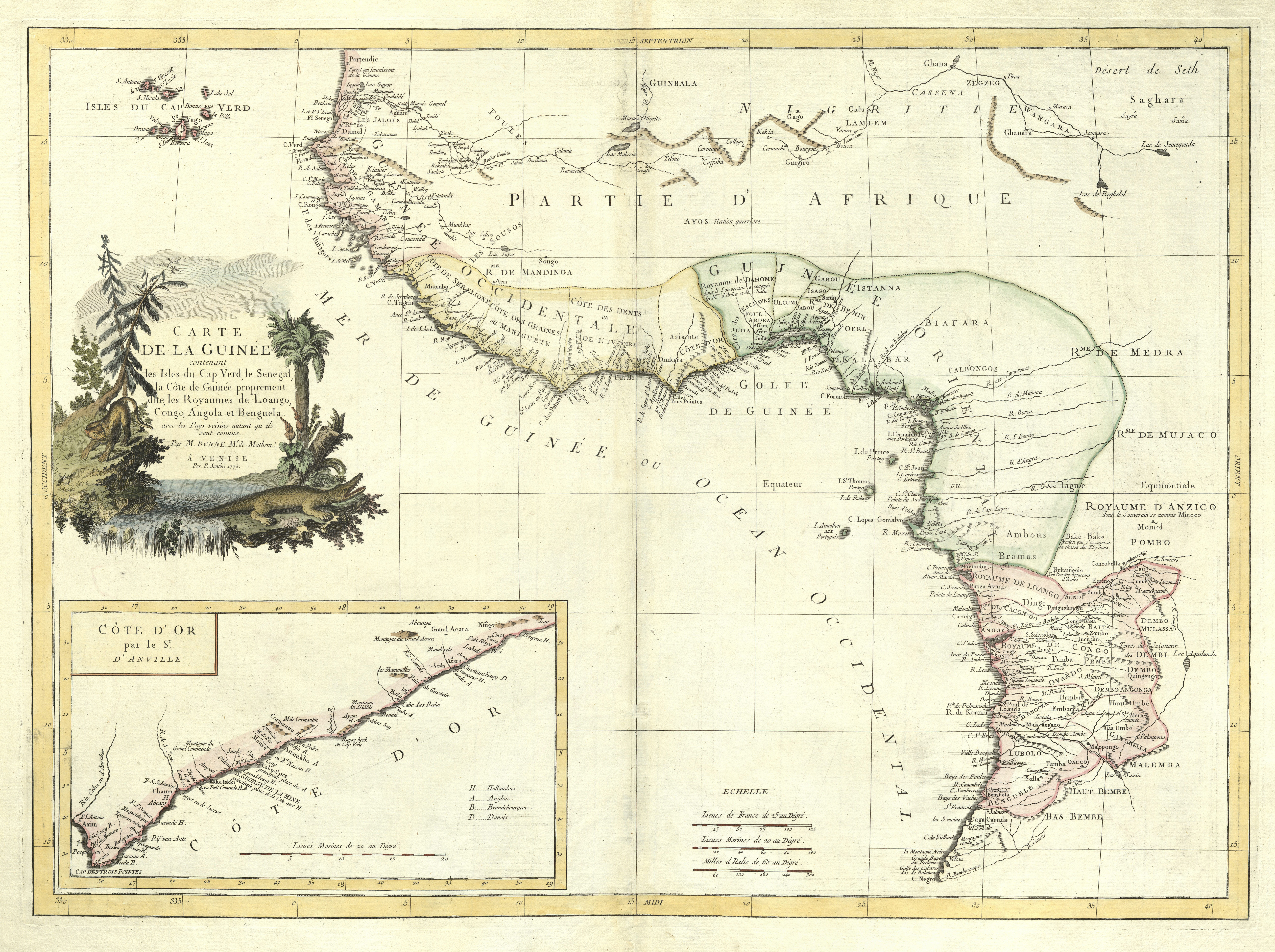
Carte de la Guinée (1779)

Rigobert Bonne (* 6. Oktober 1727 in Raucourt in den Ardennen; † 2. September 1794 in Paris) war ein französischer Mathematiker und Kartograph. Über die von ihm geschaffenen Karten hinaus ist Bonne heute vor allem als Namensgeber für die unecht-zylindrische Kartenprojektion, die Bonnesche Projektion, bekannt.

## Leben und Werk
Der 1727 in Raucourt in den Ardennen geborene Bonne war zunächst als Ingenieurgeograph und Mathematiklehrer tätig. Im Jahr 1762 veröffentlichte er mit dem in Mercator-Projektion ausgeführten Atlas maritime seinen ersten Atlas. 1771 publizierte er im Verlag des Kupferstechers Jean Lattré in Paris eine große Zahl von Karten, bei denen er höchste kartographische Genauigkeit anstrebte und die später – zusammen mit den Arbeiten anderer französischer Kartographen – im sogenannten Atlas moderne zusammengefasst wurden.
Im Jahr 1773 wurde Bonne als Nachfolger Jacques-Nicolas Bellins zum Ingenieur-Hydrographen des französischen Dépôt des cartes et plans de la Marine berufen. 1776 wurde er für seine Leistungen auf dem Gebiet der Seekartographie zum obersten Ingenieur-Hydrographen der französischen Marine ernannt.
Bonnes 1780 in Genf erschienener Atlas de toutes les parties connues du globe terrestre ergänzte die Histoire Philosophique et Politique des Etablissements et du Commerce des Européens dans les deux Indes des Abbé Raynal. Zusammen mit Nicolas Desmaret veröffentlichte Bonne 1783 den Atlas de Geographie Ancienne. Auf Bitten des Genfer Verlegers Charles-Joseph Panckoucke schuf Bonne in den Jahren 1787 und 1788 gemeinsam mit Desmaret den Atlas Encyclopédique als Ergänzung zur Encyclopédie méthodique, der Neubearbeitung der berühmten Encyclopédie. Im Vorwort zum Atlas Encyclopédique beschrieb Bonne die Konstruktion der Karten nach der später nach ihm benannten Bonneschen Projektion.
Im Jahr 1789 versetzte Joseph Bernard de Chabert, der Chefinspektor des Dépôt des cartes et plans de la Marine, Bonne gegen seinen Willen in den Ruhestand. Fünf Jahre später starb Rigobert Bonne in Paris. Im Jahr 1827 und damit mehr als dreißig Jahre nach Bonnes Tod erschien der Atlas encyclopédique in einer Neuauflage. Noch im 19. Jahrhundert kam die Bonnesche Projektion in zahlreichen Kartenwerken zum Einsatz; gegen Ende des 19. Jahrhunderts wurde sie endgültig durch Projektionsverfahren mit einer geringeren Winkelverzerrung abgelöst.
Die von Bonne entwickelte Kartenprojektion ist Namensgeber für den Bonne-Gletscher in der Antarktis.

## Werke (Auswahl)
- Atlas maritime ou carte réduite de toutes les côtes de France (Folio-Ausgabe 1762; Neuauflage im Oktavformat 1778)
- Petit Tableau de France (1764)
- Atlas de toutes les parties connues du globe terrestre (1780)
- Atlas Portatif (um 1783)
- Atlas de Geographie Ancienne (1783, gemeinsam mit Nicolas Desmaret)
- Atlas Encyclopédique (1787–1788, gemeinsam mit Nicolas Desmaret; Neuauflage 1827)
- Atlas moderne ou collection de cartes sur toutes les parties du globe terrestre par plusieurs auteurs (1791)